# Kreuzweg (Volkach)

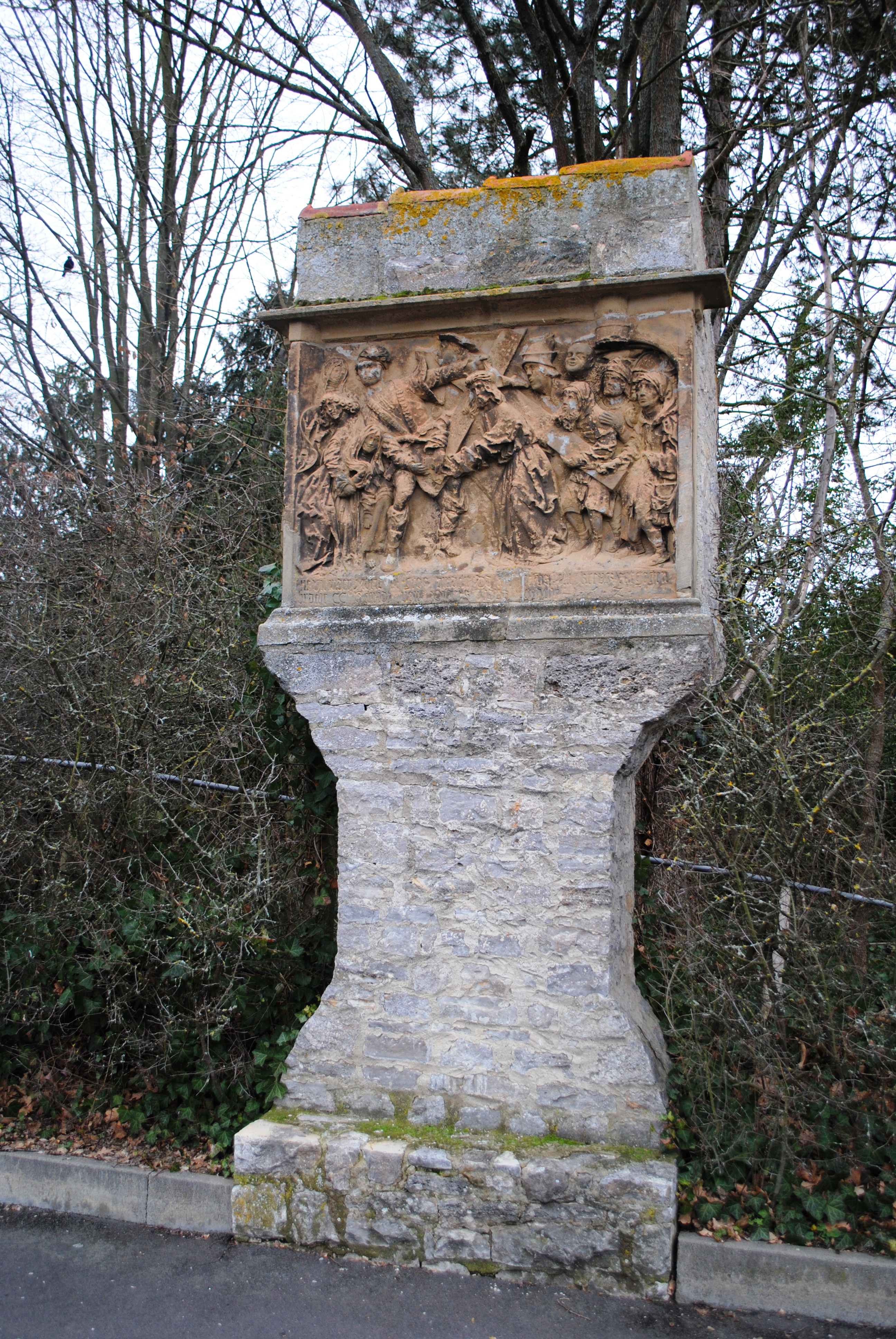
Eine Station des älteren Kreuzwegs

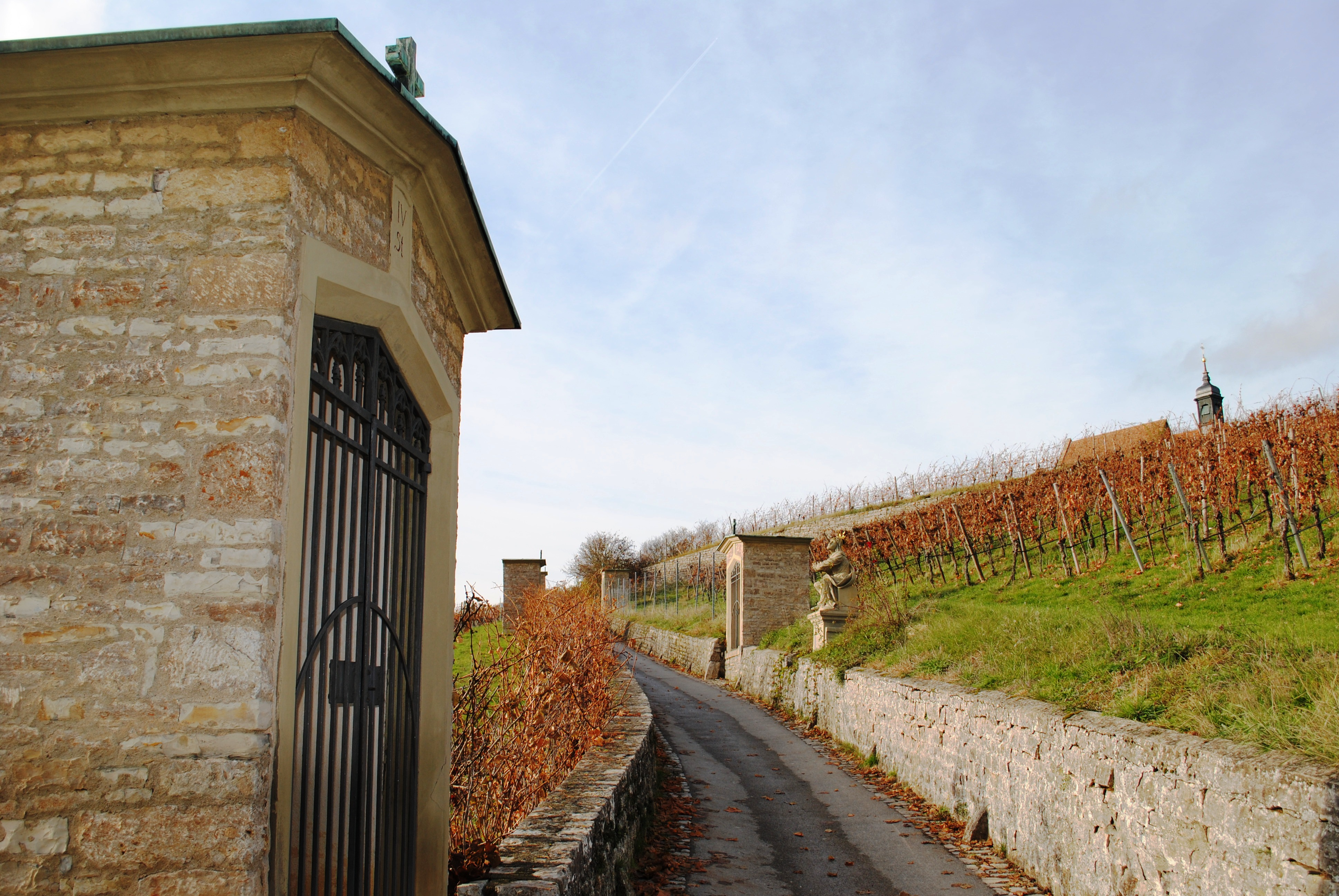
Der neuere Stationsweg mit der Wallfahrtskirche

Auf dem Weg zur Wallfahrtskirche Maria im Weingarten in Volkach, einer Stadt im unterfränkischen Landkreis Kitzingen (Bayern), befinden sich Reste eines älteren Kreuzwegs. Ein jüngerer Kreuzweg schließt sich unmittelbar an diesen an und begleitet den Aufstieg bis zur Kirche.

## Älterer Kreuzweg
Der ältere Kreuzweg war als realistischer Passionsweg Jesu, der Länge der Via Dolorosa in Jerusalem nachempfunden und begann am Rathaus. Gemessen wurde der Weg in Jerusalem von des Pilatus Haus in Doppelschritten. Von den im 16. Jahrhundert angelegten Kreuzwegstationen sind nur drei erhalten, die auf 1520 beziehungsweise 1521 datiert werden.
Die Szenen sind stark verwittert und wurden bei Restaurierungsarbeiten 1909 und 1979 ausgebessert. Gotische Minuskeln unter der ersten Station beschreiben die Szene: „Hie Vil nider Maria in gros vmacht da ir Jhesvs ein kreucz entgegen/ bracht cc Schridt von Pilatvs geacht 15_1“.
Die Szenen sind auf Sockelbauten angebracht, die oben durch ein Pultdach mit Hohlpfannen- und Firstziegeln abgeschlossen sind. Sie zeigen  die Begegnung Marias mit Jesus (1521), Simon von Cyrene hilft Jesus das Kreuz tragen (1520) und Veronika reicht Jesus das Schweißtuch (1521). Die letztere Station musste 1985 um 180° gedreht werden, da sie mit der Rückseite zum Weg stand. Alle Szenen wurden nach den Vorlagen Michael Wolgemuts gestaltet. Der Meister ist unbekannt. Das bayerische Landesamt für Denkmalpflege registriert den alten Kreuzweg unter der Nummer D-6-75-174-143.

## Jüngerer Kreuzweg
Der neue Kreuzweg führt durch den namensgebenden Weingarten und hat in wesentlich dichterer Form vierzehn Stationen. Er wurde 1864 angelegt und geht auf die Stiftung Franziska Vornbergers zurück. Die Reliefs sind durch Bruchsteinkapellchen geschützt. Dieser Weg ist unter der Nummer D-6-75-174-146 des bayerischen Landesamtes eingeordnet.